# Mevaldato reductasa (NADPH)
La enzima Mevaldato reductasa (NADPH) EC 1.1.1.33 cataliza la reacción de oxidación del R-mevalonato a mevaldato utilizando NADP+ como aceptor de electrones.
R-mevalonato + NADP+ {\displaystyle \rightleftharpoons } Mevaldato + NADPH
La velocidad de reacción de esta enzima es 5 veces mayor con NADPH que con NADH. Sus inhibidores conocidos son la aminobarbitona sódica y el ácido tiobarbitúrico, actuando éstos como inhibidores no competitivos. Tiene un peso molecular de 30.000.
Otros sustratos conocidos para esta enzima son los isómeros (R) y (S) del ácido 3-hidroxi-3-metil-5-oxovalérico, el 4-cianobenzaldehído y el piridina-3-carboxaldehído, siendo el único natural de ellos el isómero (R) del ácido oxovalérico.
Esta enzima puede ser idéntica a la Alcohol deshidrogenasa (NADP+).

## Enlaces
- NiceZyme (en inglés)

- Datos: Q2330257